# Lendići (Gračanica, BiH)
Lendići su naselje u općini Gračanica, Federacija BiH, BiH. Tijekom rata 1992. godine, stanovništvo Lendića našlo se u području ratnih sukoba i prisilno je iseljeno, a infrastruktura je djelomično ili potpuno uništena. Nakon rata se vratilo svega oko 5% stanovništva.

## Lokacija
Naselje neposredno na entitetskoj liniji razgraničenja,na Trebavi,pored rijeke Spreče.

## Stanovništvo
Nacionalni sastav stanovništva 1991. godine bio je sljedeći:
Ukupno: 318
- Srbi - 269
- Bošnjaci - 31
- Jugoslaveni - 8
- Hrvati - 1
- ostali, neopredijeljeni i nepoznato - 9

## Privreda
Stanovnici Lendića uglavnom su se bavili poljoprivredom i stočarstvom, ili su gravitirali k idustrijskim središtima u dolini Spreče (Lukavac,Tuzla,Petrovo) i Bosne (Doboj,Modriča).

## Bašča
Bašča je dio Lendića gdje su prije rata bili stara čitaonica i odbojkaški teren. Nalazi se na uzvisini. Poslije rata, na Bašči je izgrađeno nekoliko kuća za novodoseljene Bošnjake.